# Asellopsis bacescui
Asellopsis bacescui är en kräftdjursart som beskrevs av Por 1959. Asellopsis bacescui ingår i släktet Asellopsis och familjen Laophontidae. Inga underarter finns listade i Catalogue of Life.